# Лафай (тиран Аргоса)
Лафай (дав.-гр. Λαθάους) — тиран давньогрецького міста Аргос середини VI ст. до н. е.
Про його походження та обставини приходу до влади джерела не повідомляють. Швидше за все Лафай успадкував владу тирана Архіна, проте чи був він його родичем — також невідомо.
Мешканці Аргосу правлінням Лафая були незадоволені і вигнали його з міста. У пошуках підтримки тиран вирушив до Спарти. Проте спартанське військо, яке привів з собою вигнанець зазнало поразки, а сам Лафай загинув у бою.
На честь перемоги над тираном в Аргосі був зведений мармуровий трофей.